# Kaspars Ozers
Kaspars Ozers (russ Каспарс Озерс; * 15. September 1968 in Tukums) ist ein ehemaliger lettischer Radrennfahrer.

## Sportliche Laufbahn
Ozers war im Straßenradsport aktiv, er begann mit dem Radsport in der früheren Sowjetunion. Als Amateur gewann er bei den Straßenradsport-Weltmeisterschaften 1993 die Silbermedaille hinter Jan Ullrich. 
Von 1994 bis 1997 war Ozers Berufsfahrer. 1990 gewann er eine Etappe im Cinturón a Mallorca, 1992 drei Etappen bei Barcelone–Montpellier, 1993 eine Etappe im Grand Prix François Faber, eine Etappe in der Rheinland-Pfalz-Rundfahrt (auch 1994) sowie in der Tour de Hawaii. 1994 gewann er Etappen in der Regio-Tour und im Circuit Franco-Belge. 1994 kam Ozers in der Polen-Rundfahrt auf den 8. Platz und gewann die Punktewertung. 1995 wurde er Dritter in der Dänemark-Rundfahrt. Ozers war Teilnehmer der Olympischen Sommerspiele 1996 in Atlanta. Im Straßenrennen kam er auf den 22. Rang. 
Die Tour de France bestritt Ozers zweimal für das Radsportteam Motorola. 1995 und 1996 beendete er die Rundfahrt nicht. In der Vuelta a España 1995 belegte er den 101. Platz, 1996 war er ausgeschieden. Die Internationale Friedensfahrt 1995 beendete er nicht. Von 2004 bis 2007 war Ozers Präsident des lettischen Radsportverbandes.